# The Mark of Zorro (1920)
The Mark of Zorro is een Amerikaanse stomme film uit 1920, gebaseerd op het personage Zorro. De hoofdrollen werden gespeeld door Douglas Fairbanks en Noah Beery.
De film was de eerste filmversie van zorro. Het verhaal was gebaseerd op de roman "The Curse of Capistrano" uit 1919, geschreven door Johnston McCulley.
De film werd geproduceerd door Fairbanks voor zijn eigen productiebedrijf, Douglas Fairbanks Pictures Corporation. De film werd voor het eerst uitgebracht door United Artists, het bedrijf opgericht door Fairbanks, Mary Pickford, Charlie Chaplin, en D.W. Griffith.

## Verhaal
The Mark of Zorro vertelt het verhaal van Don Diego Vega, de zoon van de rijke rancheigenaar Don Alejandro, die in het Spaanse Californië van begin 19e eeuw woont. Wanneer hij ziet hoe de dorpelingen worden onderdrukt door de rijke landeigenaren en de overheid, neemt Don Diego (die buiten ieders weten om een meester in schermen is) de identiteit aan van Zorro. Als Zorro duikt hij geregeld uit het niets op om de dorpelingen bij de staan. Hij krijgt vooral te maken met de corrupte gouverneur Alvarado, zijn handlanger Captain Juan Ramon en de brute Sergeant Pedro Gonzales.
In het dagelijks leven probeert Don Diego de mooie Lolita Pulido het hof te maken, maar ze kan hem niet uitstaan. Ironisch genoeg heeft ze wel gevoelens voor Zorro.
Aan het eind van de film verslaat Zorro Alvarado, en maakt zichzelf vervolgens bekend.

## Rolverdeling
| Acteur                 | Personage                  |
| ---------------------- | -------------------------- |
| Douglas Fairbanks      | Don Diego Vega/Señor Zorro |
| Marguerite De La Motte | Lolita Pulido              |
| Noah Beery             | Sgt. Pedro Gonzales        |
| Charles Hill Mailes    | Don Carlos Pulido          |
| Claire McDowell        | Dona Catalina Pulido       |
| Robert McKim           | Capt. Juan Ramon           |
| George Periolat        | Gov. Alvarado              |
| Walt Whitman           | Fray Felipe                |
| Sidney De Gray         | Don Alejandro              |
| Tote Du Crow           | Bernardo                   |
| Noah Beery jr.         | Boy                        |

## Achtergrond
The Mark of Zorro is de film die stripauteurs Bob Kane en Bill Finger als inspiratie gebruikten voor het bedenken van de superheld Batman. Deze inspiratie is ook in de strips terug te zien.